# Rudersberg

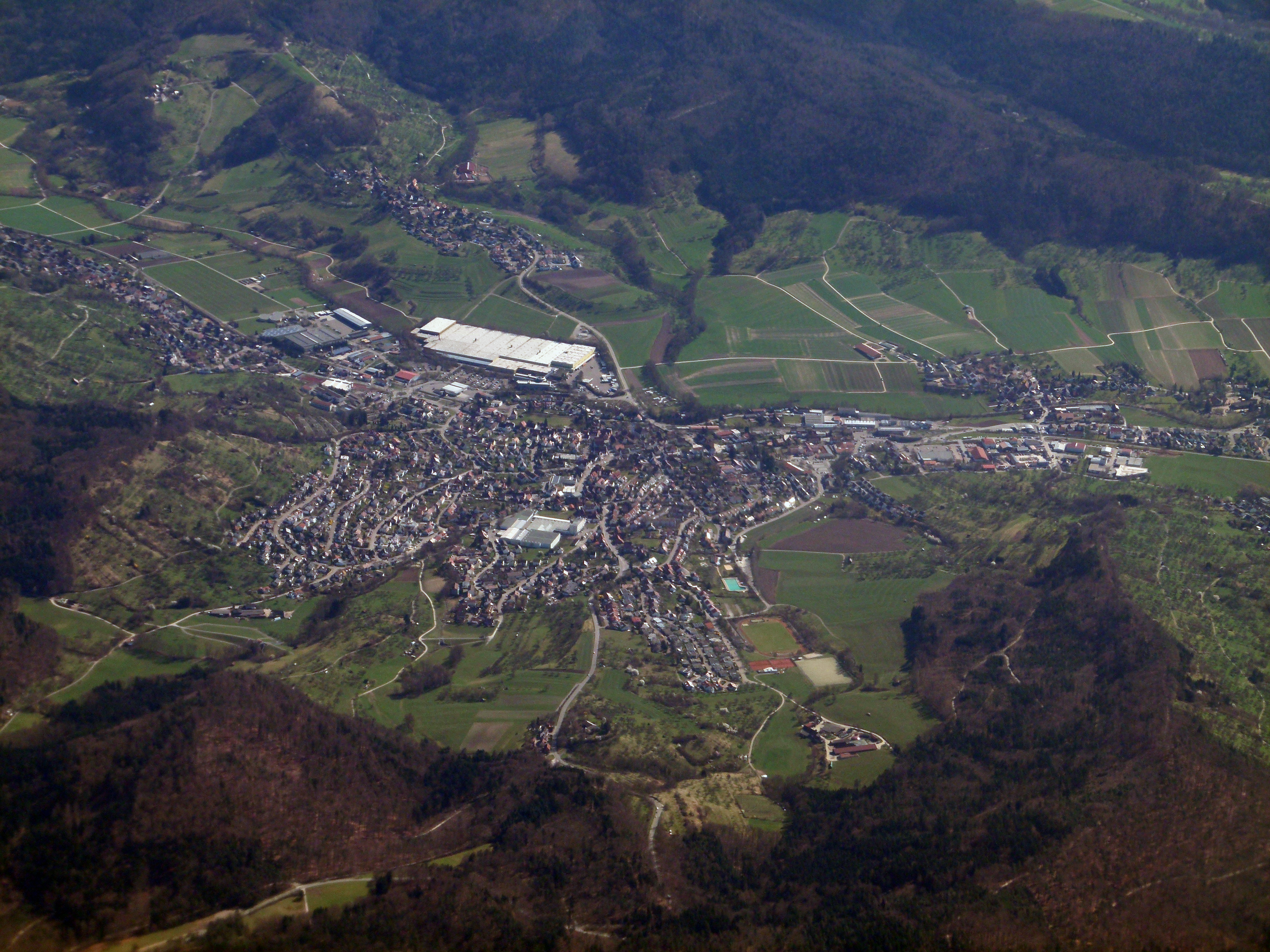
Luftbild von Rudersberg

Rudersberg ist eine Gemeinde im Rems-Murr-Kreis in Baden-Württemberg.

## Geographie

### Geographische Lage
Rudersberg liegt am westlichen Rand des Welzheimer Waldes im Wieslauftal in 270 bis 536 Meter Höhe zwischen Schorndorf und Backnang. Das Gemeindegebiet hat Anteil an den Naturräumen Schurwald und Welzheimer Wald, Schwäbisch-Fränkische Waldberge und Neckarbecken. Über die südliche Gemarkung der Gemeinde verläuft die Transalpine Ölleitung von Osten nach Westen.

### Gemeindegliederung
Zur Gemeinde Rudersberg gehören 29 separat gelegene Dörfer, Weiler, Höfe und Häuser sowie einige Wüstungen, die wie folgt den ehemaligen Gemeinden vor der baden-württembergischen Gebietsreform der 1970er Jahre zugeordnet sind.
- Zur ehemaligen Gemeinde Asperglen gehören das Dorf Asperglen, der Ort Krehwinkel und das Dorf Necklinsberg.
- Zur Gemeinde Rudersberg im Gebietsstand vor der Gebietsreform der 1970er Jahre gehören die Dörfer Rudersberg, Klaffenbach, Mannenberg, Oberndorf und Zumhof, die Weiler Königsbronnhof, Steinbach und Waldenstein, die Höfe Berghäusle, Birkenberg, Burghöfle, Buschhöfle, Edelmannshof, Grauhaldenhof, Kirchenacker, Kirschhaldenhof, Schafhaus, Schloßhöfle und Seelach und die Wohnplätze Sauerhöfle und Strümpfelhof sowie die abgegangenen Ortschaften Commenthurhof, der möglicherweise zu Rodmannsweiler gehörte, Hofstatt, Hofstetten, Ödin und Rodmannsweiler.
- Zur ehemaligen Gemeinde Schlechtbach gehören das Dorf Unterschlechtbach, die Gemeindeteile Mittelschlechtbach und Oberschlechtbach, die Weiler Lindental und Michelau, das Gehöft Kirschenwasenhof sowie die abgegangene Ortschaft Weiler.[4]
- Zur ehemaligen Gemeinde Steinenberg gehören das Dorf Steinenberg sowie die Weiler Obersteinenberg und Steinbruck, die allerdings nach der Gemeindereform der Stadt Welzheim zugeordnet wurden,[5] sowie der abgegangene Hof Glaffheim.[6]

In Rudersberg wurde der Gemeinderat bis 2023 nach dem Verfahren der Unechten Teilortswahl gewählt. Hierzu bilden die zwölf in der Hauptsatzung genannten Ortsteile elf Wohnbezirke im Sinne der baden-württembergischen Gemeindeordnung:
- Rudersberg mit Seelach und Königsbronnhof (Wohnbezirk I),
- Oberndorf mit Burghöfe, Buschhöfle, Grauhaldenhof, Schafhaus und Schloßhöfle (Wohnbezirk II),
- Klaffenbach mit Steinbach und Sauerhöfle (Wohnbezirk III),
- Mannenberg mit Berghäusle (Wohnbezirk IV);
- Zumhof mit Waldenstein und Edelmannshof (Wohnbezirk V),
- Asperglen und Krehwinkel (Wohnbezirk VI),
- Necklinsberg (Wohnbezirk VII),
- Steinenberg (Wohnbezirk VIII),
- Schlechtbach mit Kirschenwasenhof (Wohnbezirk IX),
- Michelau (Wohnbezirk X) und
- Lindental (Wohnbezirk XI).[7]

Nach dem Urteil zur Unechten Teilortswahl des Verwaltungsgerichtes Baden-Württemberg vom 19. Juli 2022, wurde die Verwaltung durch den Gemeinderat beauftragt, das Verfahren unabhängig prüfen zu lassen. Man kam zu dem Schluss, dass die Verteilung der Sitze auf die Wohnbezirke nicht mehr den rechtlichen Vorgaben entspricht. Es wurde eine neue Hauptsatzung für die Gemeinde erstellt. Die drei Ortschaftsräte Asperglen, Schlechtbach und Steinenberg stimmten der neuen Hauptsatzung einstimmig, bei einer Enthaltung, zu. In seiner Sitzung am 24. Januar 2023 bestätigte der Gemeinderates einstimmig die neue Hauptsatzung und damit die Abschaffung des Verfahrens zur Kommunalwahl 2024.

### Alte Wappen der Ortsteile

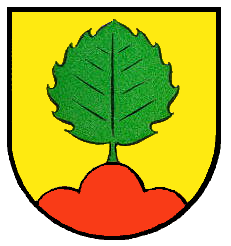
Asperglen
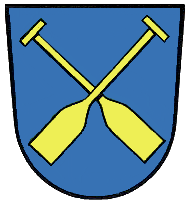
Rudersberg (altes Wappen)
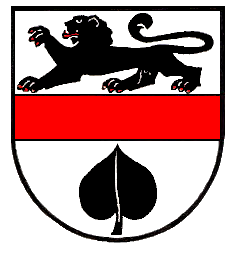
Schlechtbach
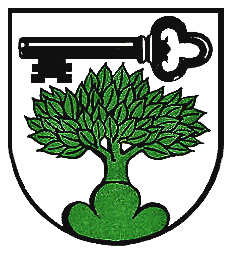
Steinenberg

### Flächenaufteilung
Nach Daten des Statistischen Landesamtes, Stand 2014.

### Nachbargemeinden
Rudersberg grenzt (im Uhrzeigersinn) an die Gemeinden Allmersbach im Tal, Weissach im Tal, Althütte, Kaisersbach, Welzheim, Schorndorf und Berglen.

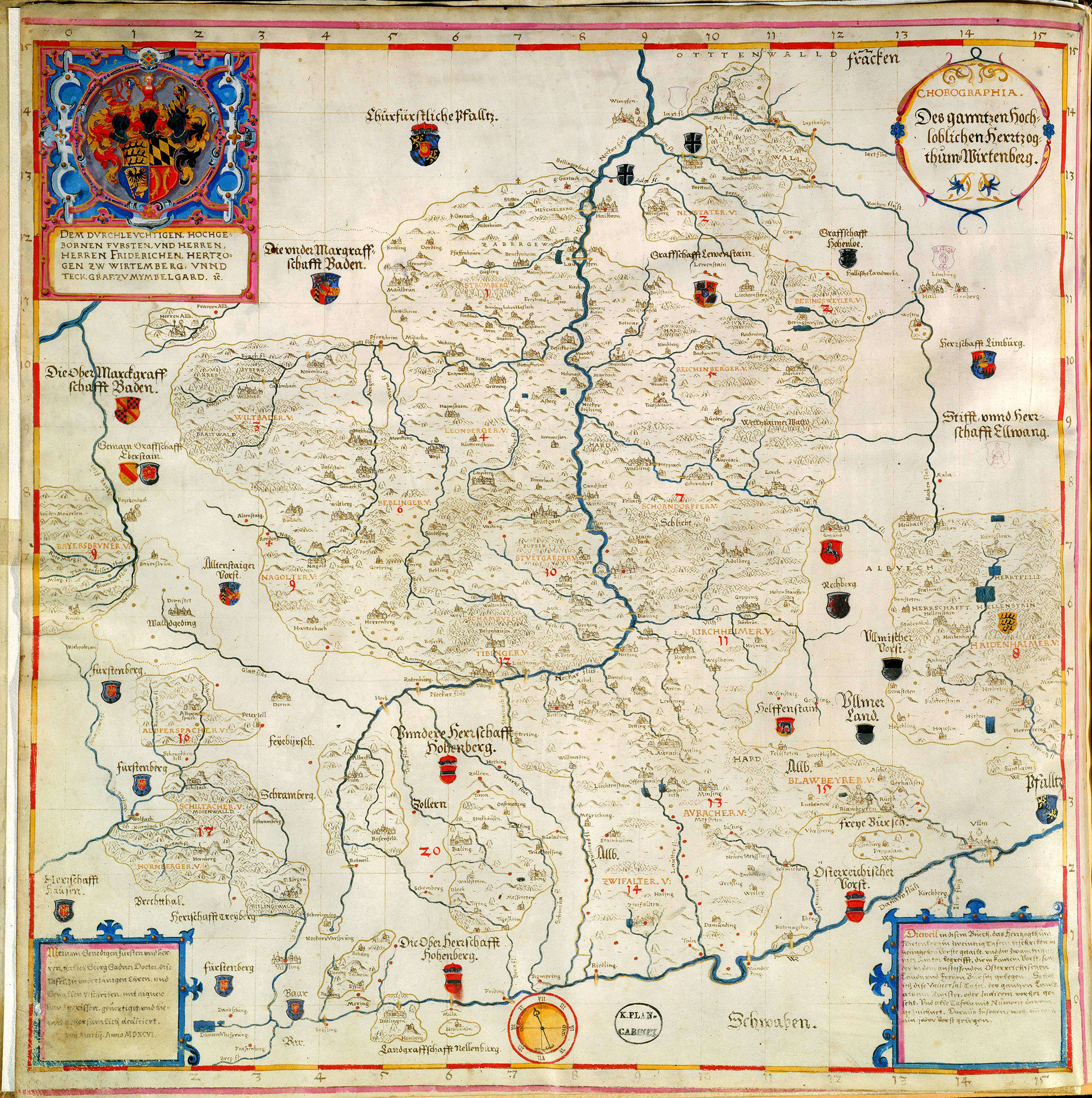
„Ruedersperg“ auf der Übersichtskarte zu den Gadnerschen Forstkarten (1596)

## Geschichte

### Rudersberg im Mittelalter

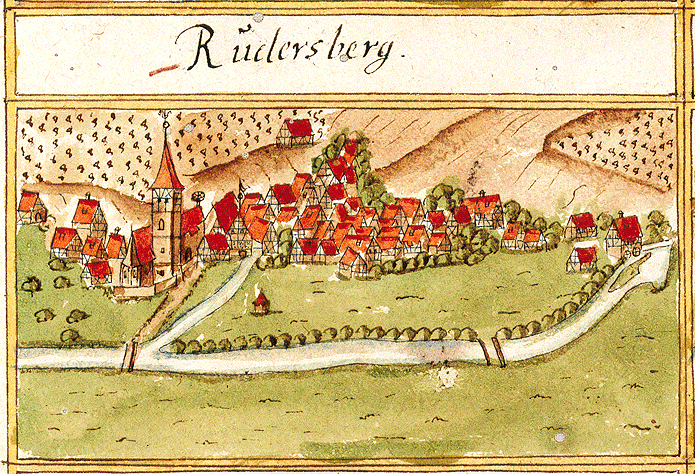
Rudersberg 1686 im Kieserschen Forstlagerbuch

Die erste urkundliche Erwähnung von Rudersberg in einer Urkunde von Papst Innozenz IV. stammt aus dem Jahre 1245. Im Hochmittelalter gehörte der Ort zur Herrschaft Waldenstein und kam mit ihr in der Mitte des 13. Jahrhunderts an Württemberg.

### Geschichte der Ortsteile
Schlechtbach wurde 1298 als Minneslechbach im Rahmen einer Übergabe eines Hofteils an das Kloster Adelberg erwähnt. Bereits 1181 findet Diepoldus de Slechbach, ein Gefolgsmann von Kaiser Friedrich I., Erwähnung.
Steinenberg wurde im Jahre 1234 erstmals urkundlich erwähnt.
Die Ortschaften Asperglen und Krehwinkel wurden 1411 im Rahmen einer Übereignung von Gütern des württembergischen Grafen Eberhard III. an Georg von Urbach erwähnt.
Der Ortsteil Michelau liegt an der südlichen Gemeindegrenze als „Tor zur Gemeinde Rudersberg“ und wurde 1284 in einer Urkunde von Konrad von Waldenstein erstmals erwähnt. Dieser Konrad von Waldenstein war Dienstmann am kaiserlichen Hof und verspricht einem Albert von Michenlowe, dass dieser das Kloster Lorch wegen eines im Dorfe gelegenen Gutes nicht mehr anfechten wolle. Der Name Michelau stammt aus dem altdeutschen und bedeutet „Hof in der Au“.
Im Jahre 1821 wurde Michelau kirchlich und schulisch der damaligen Gemeinde Steinenberg zugeordnet. Kommunalpolitisch gehörte der Ort jedoch zu Unterschlechtbach.
In Michelau waren eine Mahlmühle sowie eine Ölmühle ansässig. Diese Mühlen wurden durch einen ca. 2,5 km langen Mühlbach angetrieben, dessen Wasser aus der Wieslauf entnommen wurde. Die Ölmühle dient heute als Museum.

### Entwicklungen in der Neuzeit
Rudersberg befand sich bei der Errichtung des Königreichs Württemberg 1806 im Oberamt Schorndorf. Im Jahre 1807 wurde es ins benachbarte Oberamt Welzheim umgegliedert. 1905 erhielt Rudersberg durch den Bau der Wieslauftalbahn Anschluss an das Streckennetz der Württembergischen Staatseisenbahnen.
Bis 1910 wurde in den heute zu Rudersberg gehörenden Ortschaften Weinbau betrieben. Weil die Reblaus den gesamten Rebenbestand vernichtete, wurde auf Obstbau umgestellt. Auf dem Gemeindegebiet befinden sich die größten  zusammenhängenden Streuobstwiesen der Region, was Rudersberg zur Gemeinde mit dem im Verhältnis höchsten Streuobstwiesenanteil Deutschlands macht.

### Rudersberg und die NS-Zeit
Bei der Gebietsreform während der NS-Zeit in Württemberg wurde Rudersberg 1938 dem Landkreis Waiblingen zugeteilt.

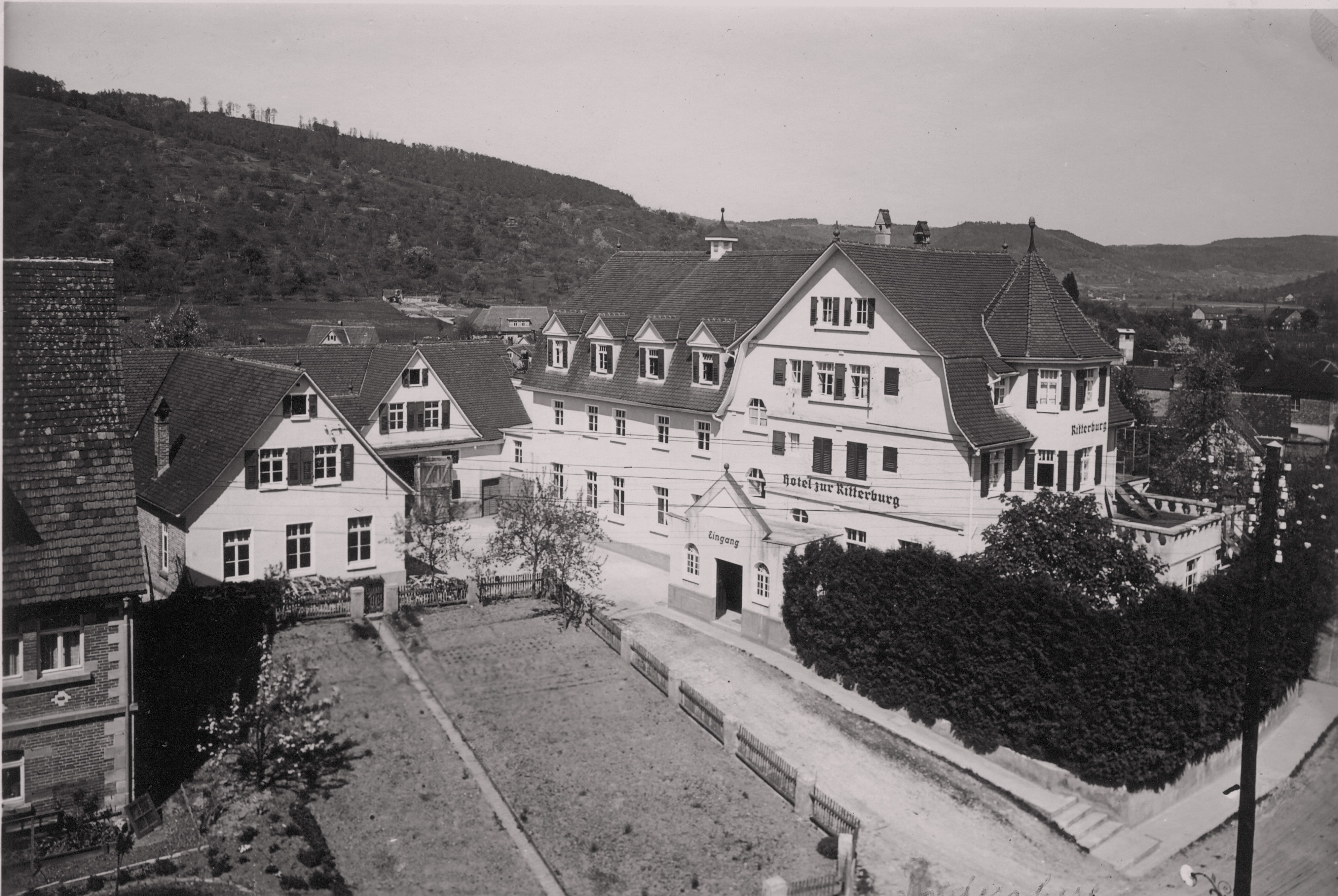
"Arbeitserziehungslager für Frauen Rudersberg” in den Jahren 1942–1945

Im Jahre 1942 übernahm die Stapoleitstelle Stuttgart die Gaststätte „Zur Ritterburg“ und ließ sie zum Arbeitserziehungslager (AEL) für 140 Frauen umbauen. Unter miserablen Lebensbedingungen und Schikanen mussten sie Zwangsarbeit im Holzwerk Horn in Rudersberg, bei der Firma Bauknecht in Welzheim und in der Landwirtschaft verrichten. Nach den Bombardierungen der Polizeigefängnisse von Stuttgart war das Lager mit über 300 Personen total überbelegt. Das Lager fungierte auch als Durchgangsstation für die Deportation in Konzentrations- und Vernichtungslager wie Ravensbrück und Auschwitz. Insgesamt durchliefen rund 3500 Frauen das Lager.
Die Aufarbeitung der NS-Zeit in Rudersberg gestaltete sich schwierig und langwierig. So wurde beispielsweise ein Antrag der SPD Gemeinderäte im Herbst 1979, eine Gedenktafel zur Erinnerung an das von Nationalsozialisten eingerichtete Frauenarbeitslager anzubringen, von der Freien Wählervereinigung, die über die absolute Mehrheit im Gemeinderat verfügte, zu Fall gebracht.
Am 1. November 1981 stellten sich unter anderem die VVN, der DGB Rems-Murr, der Stadtjugendring Schorndorf, der Bund der Katholischen Jugend Stuttgart und weitere Organisationen, hinter dieses Vorhaben. Die Kundgebung fand mit einem Schweigemarsch zum Friedhof ihren Abschluss. Am Grabe von Marcelle Gramond, einer Französin, die im Lager Rudersberg starb, weil ihr die notwendige medizinische Hilfe verweigert wurde und am Grabe von Iwan Wanjawin, eines ebenfalls dort beigesetzten sowjetischen Zwangsarbeiters, wurden Kränze niedergelegt.

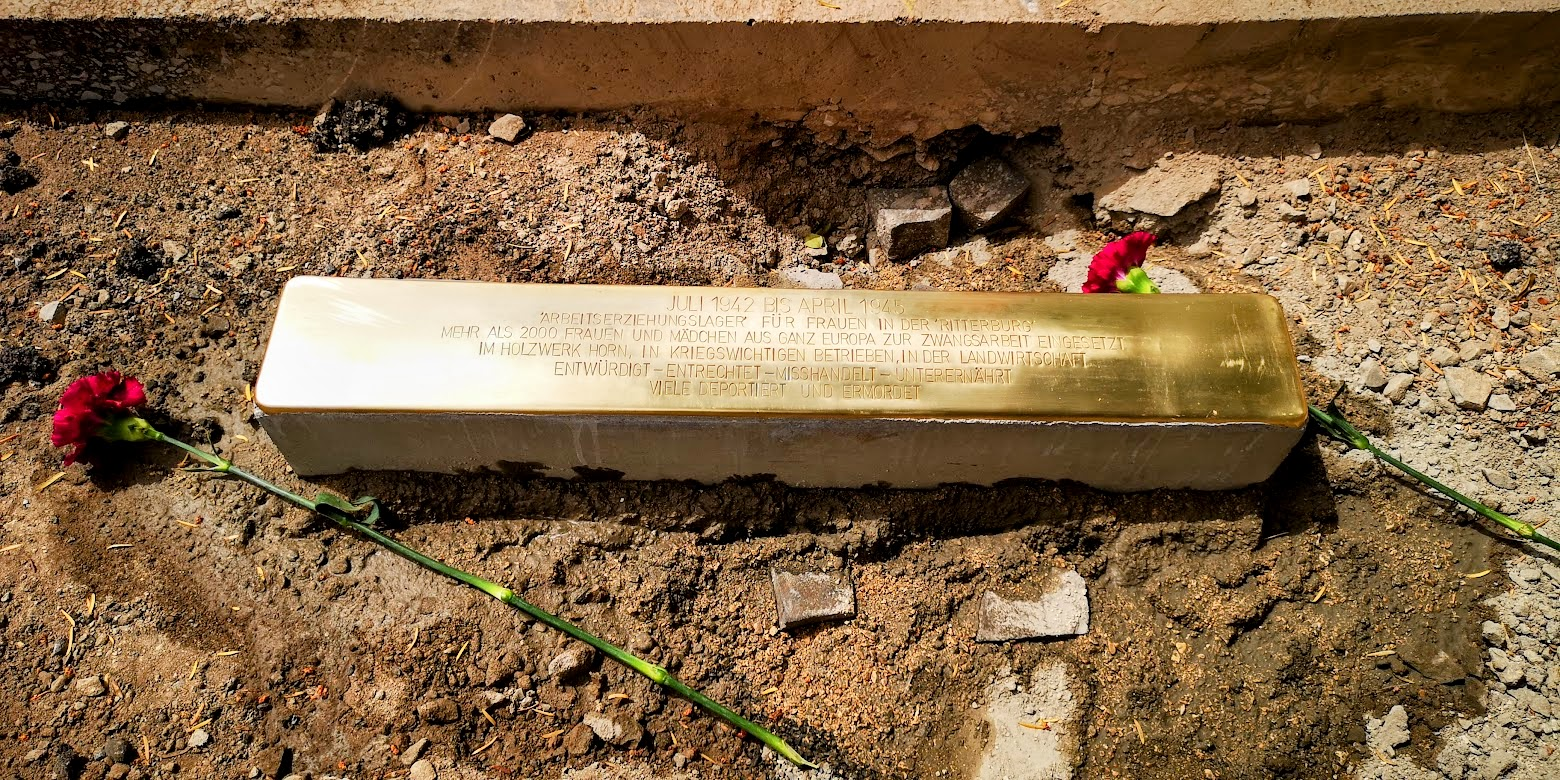
Stolperschwelle bei der Rittersburg in Rudersberg

Es ist nicht bekannt, dass sich jemals in Rudersberg ein Protest erhoben hat, als sich der Kommandant der KZ-Lager Heuberg, Oberer Kuhberg, Welzheim, Rudersberg und zuletzt Schirmeck im Elsass, Karl Buck, nach seiner Entlassung aus der Kriegsverbrecherhaft in Frankreich, ausgerechnet in Rudersberg niedergelassen hat. In einem offenen Brief an Bürgermeister Stiefel und den Gemeinderat von Rudersberg forderten die oben genannten Organisationen, sich öffentlich von diesen kriminellen Akten zu distanzieren. In der Folge konnte die Arbeitsgemeinschaft Sozialdemokratischer Frauen im Rems-Murr-Kreis am 9. Oktober 1982 eine Mahn- und Gedenktafel auf dem Friedhof Rudersberg errichten. Sie erinnert an das Schicksal der inhaftierten Frauen.
Erst am 19. November 2024 beschloss der Gemeinderat einstimmig, zur Erinnerung an die Verbrechen des Nationalsozialismus im ehemaligen „Arbeitserziehungslager für Frauen Rudersberg“ in den Jahren 1942–1945, eine Stolperschwelle vor der „Rittersburg“ zu verlegen. Am 26. Mai 2025 wurde diese Stolperschwelle von Gunter Demnig unter großer Anteilnahme der Bevölkerung verlegt.

### Gebietsreform – Eingemeindung
1945 wurde Rudersberg Teil der Amerikanischen Besatzungszone und gehörte somit zum neu gegründeten Land Württemberg-Baden, das 1952 im jetzigen Bundesland Baden-Württemberg aufging.
Am 25. Februar 1972 wurde Asperglen nach Rudersberg eingemeindet. Am 1. Oktober 1972 wurden die Gemeinden Rudersberg und Steinenberg zur neuen Gemeinde Rudersberg vereinigt, die heutige Gemeinde wurde am 1. Januar 1975 durch Vereinigung dieser Gemeinde mit der Gemeinde Schlechtbach (so seit dem 16. Februar 1967, vorher Unterschlechtbach) gebildet. Seit dem 1. Januar 1973 gehört Rudersberg im Zuge der Kreisreform in Baden-Württemberg zum Rems-Murr-Kreis.

### Hochwasserkatastrophe
Während des Hochwassers in Süddeutschland trat in der Nacht auf den 3. Juni 2024 aufgrund von extremem Starkregen die Wieslauf über die Ufer. Im Ortsteil Steinenberg konnte der Boden und die Kanalisation die Niederschläge nicht mehr aufnehmen, was zum Abfluss des Regenwassers in den Ortskern hinein führte. Das hatte massiven Überschwemmungen zur Folge, bei denen Teile der Gemeinde unter Wasser standen und die enorme Schäden hinterließen. In der Folge kam es in Rudersberg auch zu Problemen mit der Trinkwasserqualität. Die Landesstraße zwischen Rudersberg und Welzheim wurde teilweise zerstört.
Die Gleise der Wieslauftalbahn wurden unterspült und Fahrzeuge durch das Wasser beschädigt, sodass bis April 2025 ein Ersatzverkehr eingerichtet werden musste. Viele ehrenamtliche Helfer aus dem Ort selbst und den umliegenden Gemeinden, Feuerwehren und das DRK, auch aus dem Umland, sowie das Technische Hilfswerk und weitere Organisationen und Privatpersonen halfen bei der Beseitigung der Schäden und der teilweisen Wiederherstellung der Infrastruktur.

## Religionen

### Evangelische Kirche
Seit Einführung der Reformation im 16. Jahrhundert ist das württembergische Rudersberg evangelisch-lutherisch geprägt. Heute gibt es zwei evangelische Gemeinden vor Ort, Rudersberg und Schlechtbach, die zusammengeschlossen sind in der evangelischen Gesamtkirchengemeinde Rudersberg-Schlechtbach im Kirchenbezirk Schorndorf der Evangelischen Landeskirche in Württemberg.

### Katholische Kirche
Katholiken kamen in nennenswerter Zahl erst nach dem Zweiten Weltkrieg nach Rudersberg. Die römisch-katholische Kirche zur Heiligsten Dreifaltigkeit wurde 1957 erbaut und seit 1960 mit einem eigenen Pfarramt ausgestattet, welches nun zur Seelsorgeeinheit Rudersberg / Welzheim im Dekanat Rems-Murr gehört.

### Sonstige Religionsgemeinschaften
Zudem gibt es eine evangelisch-methodistische und eine neuapostolische Gemeinde im Ort.

## Politik

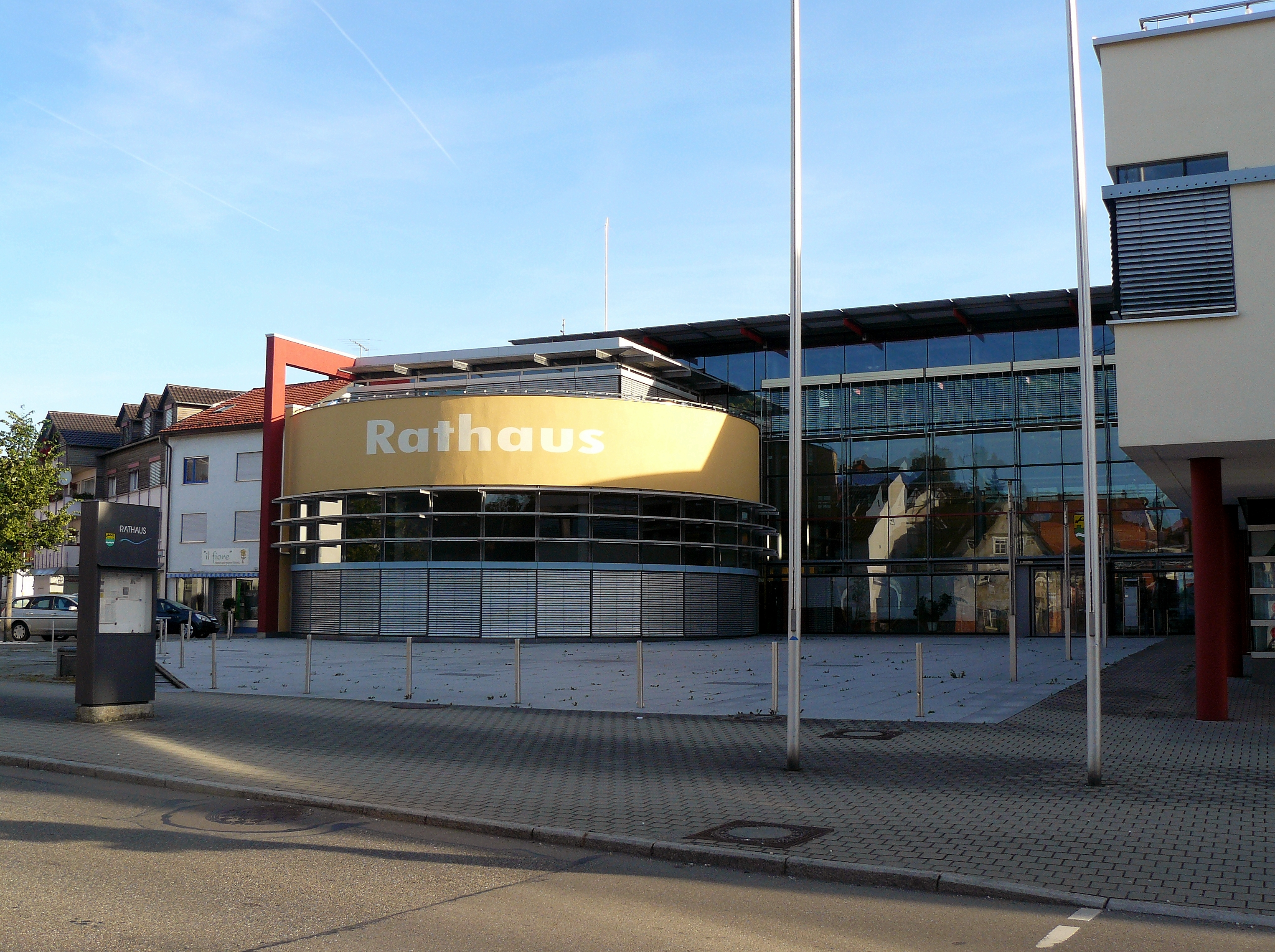
Das Rudersberger Rathaus

### Gemeinderat
In Rudersberg wurde bis 2023 der Gemeinderat nach dem Verfahren der unechten Teilortswahl gewählt. Nach der Abschaffung derselben zur Kommunalwahl 2024 sind Überhangmandate nicht mehr möglich. Der Gemeinderat hat in seiner Sitzung am 24. Januar 2023 beschlossen, dass sich das künftige Gremium aus 22 Personen zusammensetzen soll.

Die Kommunalwahl am 9. Juni 2024, bei der auch der Rudersberger Gemeinderat und die Ortschaftsräte neu zusammengesetzt wurden, fand eine Woche nach dem Hochwassers in Süddeutschland statt, bei der auch das Gemeindegebiet und Einrichtungen der öffentlichen Hand in Mitleidenschaft gezogen wurden.

Der Gemeinderat besteht aus den gewählten ehrenamtlichen Gemeinderäten und dem Bürgermeister als Vorsitzendem. Der Bürgermeister ist im Gemeinderat stimmberechtigt.
| Parteien und Wählergemeinschaften | Parteien und Wählergemeinschaften           | % 2024  | Sitze 2024 | % 2019  | Sitze 2019 | Kommunalwahl 2024 %403020100 32,34 %36,63 %21,46 %9,57 % RBFWCDUSPDGewinne und Verlusteim Vergleich zu 2019 %p 6 4 2 0 −2 −4−3,80 %p+0,83 %p+4,89 %p−1,92 %pRBFWCDUSPD |
| RB                                | Rudersberger Bürger                         | 32,34   | 7          | 34,14   | 10         | Kommunalwahl 2024 %403020100 32,34 %36,63 %21,46 %9,57 % RBFWCDUSPDGewinne und Verlusteim Vergleich zu 2019 %p 6 4 2 0 −2 −4−3,80 %p+0,83 %p+4,89 %p−1,92 %pRBFWCDUSPD |
| FW                                | Freie Wählervereinigung                     | 36,63   | 8          | 35,80   | 10         | Kommunalwahl 2024 %403020100 32,34 %36,63 %21,46 %9,57 % RBFWCDUSPDGewinne und Verlusteim Vergleich zu 2019 %p 6 4 2 0 −2 −4−3,80 %p+0,83 %p+4,89 %p−1,92 %pRBFWCDUSPD |
| CDU                               | Christlich Demokratische Union Deutschlands | 21,46   | 5          | 16,57   | 4          | Kommunalwahl 2024 %403020100 32,34 %36,63 %21,46 %9,57 % RBFWCDUSPDGewinne und Verlusteim Vergleich zu 2019 %p 6 4 2 0 −2 −4−3,80 %p+0,83 %p+4,89 %p−1,92 %pRBFWCDUSPD |
| SPD                               | Sozialdemokratische Partei Deutschlands     | 9,57    | 2          | 11,49   | 3          | Kommunalwahl 2024 %403020100 32,34 %36,63 %21,46 %9,57 % RBFWCDUSPDGewinne und Verlusteim Vergleich zu 2019 %p 6 4 2 0 −2 −4−3,80 %p+0,83 %p+4,89 %p−1,92 %pRBFWCDUSPD |
| gesamt                            | gesamt                                      | 100,0   | 22         | 100,0   | 27         | Kommunalwahl 2024 %403020100 32,34 %36,63 %21,46 %9,57 % RBFWCDUSPDGewinne und Verlusteim Vergleich zu 2019 %p 6 4 2 0 −2 −4−3,80 %p+0,83 %p+4,89 %p−1,92 %pRBFWCDUSPD |
| Wahlbeteiligung                   | Wahlbeteiligung                             | 60,85 % | 60,85 %    | 59,80 % | 59,80 %    | Kommunalwahl 2024 %403020100 32,34 %36,63 %21,46 %9,57 % RBFWCDUSPDGewinne und Verlusteim Vergleich zu 2019 %p 6 4 2 0 −2 −4−3,80 %p+0,83 %p+4,89 %p−1,92 %pRBFWCDUSPD |

### Ortschaftsräte
In den Ortschaften Asperglen (bestehend aus den Ortsteilen Asperglen, Krehwinkel und Necklinsberg), Schlechtbach (bestehend aus den Ortsteilen Schlechtbach, Michelau und Lindental) und Steinenberg gibt es je einen Ortschaftsrat. Die Wahl der Ortschaftsräte in Asperglen und Schlechtbach erfolgt ebenfalls zukünftig nicht mehr nach dem Verfahren der Unechten Teilortswahl, alle Ortschaftsräte behalten jedoch die Sitzzahl, welche durch die Kommunalwahl 2019 bestimmt wurden, bei. Die Ortsvorsteher der Ortschaften Asperglen und Steinenberg arbeiten ehrenamtlich, der Ortsvorsteher von Schlechtbach ist hauptamtlich bei der Gemeinde tätig.

### Bürgermeister und Ortsvorsteher seit 1833

#### Asperglen
- 1946–1948 BM Gotthilf Bay (gem. mit Steinenberg)
- 1948–1950 BM Knorr (gem. mit Unterschlechtbach)
- 1950–1952 BM Siegle
- 1952–1956 BM Eugen Kühnle

#### Schlechtbach
- 1833–1839 Essig, Johann Gottfried, Ortsvorsteher und Schultheiß
- 1839–1868 Cronmüller, Johann Albrecht, Stabsschultheiß
- 1868–1879 Gentner, Karl Eduard Friedrich, Stabsschultheiß
- 1879–1891 Bauerle, Gottlob Heinrich, Stabsschultheiß
- 1891–1915 Föhl, Christian Friedrich (* 1864; † 1915), Schultheiß
- 1915–1922 Faistenauer, Max Oskar, Schultheiß
- 1922–1937 Föhl, Paul Otto, Ortsvorsteher, ab 1935 Bürgermeister
- 1937–1944 Hartung, Emil, gemeinschaftlicher Bürgermeister der Gemeinden Steinenberg, Asperglen und Unterschlechtbach
- 1944–1945 Weber, Friedrich, Landwirt, stellvertretender Bürgermeister
- 1946–18.04.1948 BM Gotthilf Bayh (gem. mit Steinenberg, Asperglen, Unterschlechtbach)
- 1948–12.09.1949 BM Willi Knorr (gem. mit Asperglen, Unterschlechtbach)
- August 1949–Febr. 1950 stellv. BM Gottlob Klotz
- 03.02.1950–02.02.1980 BM Erich Gronbach
- 1975–1980 OV Erich Gronbach
- 03.02.1980–30.09.1988 OV Klaus Köhle
- 1988–1989 stellv. OV Wolfgang Sempf
- 15.04.1989–18.11.1994 OV Manfred Riker
- 18.11.1994–31.07.2000 OV Steffen Döttinger
- 21.09.2000–(25.10.2007) OV Peter Kühnl
- (04.03.2008)–13.01.2014 OV Katja Müller
- 14.10.2015–04.11.2016 OV Werner Hinderer
- 15.05.2017–31.01.2023 OV Rudolf Scharer
- 01.02.2023–31.07.2025 OV Cenk Marcel Alaca
- 01.10.2025-heute OV Roman Krieger

#### Steinenberg
- 1933–1944 BM Emil Hartung (*18.03.1905), ab April 1933 Ortsgruppenleiter der NSDAP
- 1944–1945 Stellv. BM Karl Ehmann
- 1945–1954 BM Gotthilf Bay
- 1954–1972 BM Gerhard Kontermann (gem. mit Asperglen)
- 1973–1979 OV Paul Breitenbücher
- 1979–1989 OV Erwin Munz
- 1989–2009 OV Werner Betz
- 2009–2019 OV Irmgard Nagel
- 2019–2024 OV Wilfried Hägele
- seit 2024 OV Kathrin Breitenbücher

#### Rudersberg
- –1948 BM Wolf
- 1948–1954 BM Ziegler
- 1954–1983 BM Walter Stiefel
- 1983–2007 BM Horst Schneider
- 2007–2017 BM Martin Kaufmann
- seit 2018 BM Raimon Ahrens

Nachdem Martin Kaufmann im September 2017 zum neuen Oberbürgermeister von Leonberg gewählt wurde, konnte am 21. Januar 2018 der ehemalige Hauptamtsleiter der Gemeinde Korb, Raimon Ahrens, aus einer Vielzahl an Bewerbern herausstechen und wurden an diesem Tag zum neuen Bürgermeister für Rudersberg gewählt.

### Partnerschaften
Seit dem 22. Juni 1991 bestehen partnerschaftliche Beziehungen zur Stadt Ranis in Thüringen.

## Wirtschaft und Infrastruktur

### Verkehr

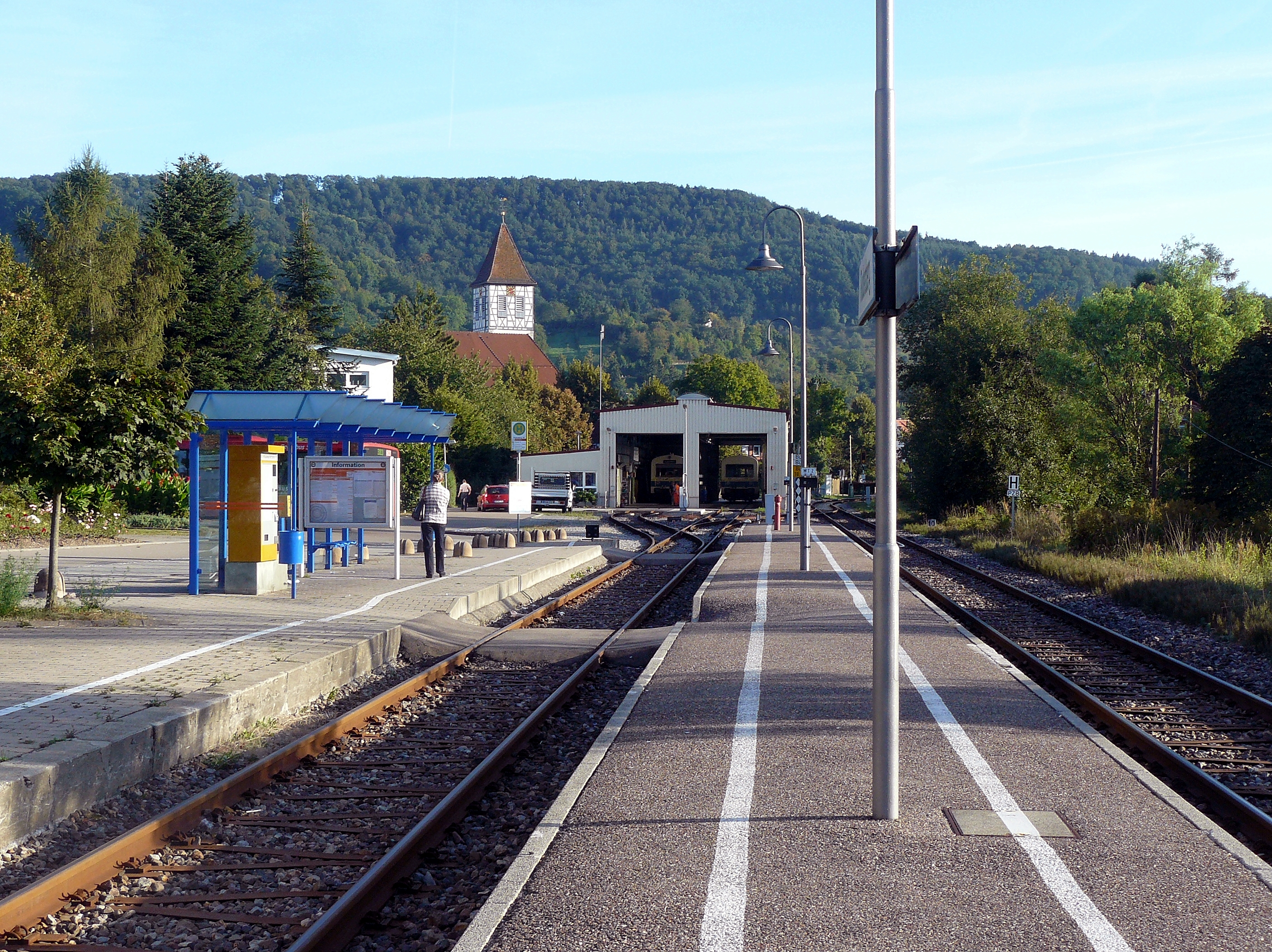
Der Bahnhof von Rudersberg, im Hintergrund die evangelische Johanneskirche

Rudersberg-Oberndorf ist die heutige Endhaltestelle des planmäßigen Zugverkehrs auf der 1908 bis Rudersberg eröffneten Wieslauftalbahn von Schorndorf. Von Schorndorf aus hat man Anschlüssen an regionale und überregionale Verbindungen. Die Königlich Württembergischen Staats-Eisenbahnen erbauten das Rudersberger Bahnhofsgebäude als Einheitsbahnhof vom Typ IIb. Während der Hauptverkehrszeiten verkehrt die Bahn im Halb-Stunden-Takt. Ein darauf abgestimmtes Buszubringungkonzept versorgt die nicht an der Bahnlinie liegenden Ortsteile. Die 1911 fertiggestellte und 1988 nach einem Hangrutsch gesperrte Fortführung der Bahnstrecke nach Welzheim wird seit Mai 2010 wieder an Sonn- und Feiertagen in den Sommermonaten und der Adventszeit von Touristikzügen nach einem besonderen Fahrplan befahren.
Die Verbindung zum überregionalen Straßennetz, B 14 in Backnang, B 29 in Schorndorf und A 81 in Mundelsheim, wird durch Landesstraßen hergestellt.
Auf Initiative des damaligen Bürgermeisters Martin Kaufmann hat Rudersberg auf Grundlage des Vorbildes von Bohmte (Niedersachsen) als eine der ersten Kommunen in Deutschland eine Straßengestaltung einer Landesstraße nach dem Prinzip des Shared Space umgesetzt und damit Platz zwei des Deutschen Verkehrsplanungspreises 2016 erreicht.
Rudersberg ist Mitglied der AGFK (Arbeitsgemeinschaft Fahrrad- und Fußverkehrsfreundlicher Kommunen) in Baden-Württemberg.

### Bildung
Am Schulzentrum Rudersberg gibt es eine Grundschule, eine Hauptschule, eine Realschule sowie eine Förderschule. In Schlechtbach und Steinenberg gibt es jeweils eine Grundschule.
Die Grundschule in Steinenberg trug seit 1951 den Namen August-Lämmle-Schule. Dieser Name wurde durch Beschluss des Ortschafts- und Gemeinderates 2021 in Grundschule Steinenberg geändert. Grund hierfür war ein Gutachten, welches von der Stadt Leonberg in Auftrag gegeben und der Gemeinde Rudersberg vom Schulamt übermittelt wurde. In diesem Gutachten wurde auf neue Erkenntnisse zur Person August Lämmles und seiner Rolle in der Zeit des Nationalsozialismus verwiesen, welche zu der Einschätzung führten, dass eine Benennung der Schule nach ihm als „sehr schwierig“ einzustufen sei.
Neben den schulischen Bildungseinrichtungen bietet die Gemeinde auch zahlreiche Kindergärten im Hauptort und allen größeren Ortsteilen an. In insgesamt 10 Einrichtungen unterschiedlicher Träger werden über 500 Plätze im U3 und Ü3 Bereich mit verschiedenen Zeitmodellen angeboten. Unter den Einrichtungen befindet sich auch ein Waldkindergarten.
Die Volkshochschule Schorndorf betreibt Außenstelle in Rudersberg, Schlechtbach und Steinenberg.

### Sport
Der 1906 gegründete TSV Rudersberg überschritt 1986 die 1000-Mitglieder-Marke und ist der größte Sportverein im Ort. Neben der Fußballabteilung bietet der Verein auch in den Abteilungen Handball, Leichtathletik, Ski- und Snowboard, Tae Kwon Do, Tennis, Tischtennis, Turnen und Herz- und Rehasport Breitensport für alle Altersklassen. Die Fußballabteilung wird inzwischen von einem Förderverein unterstützt.
1919 wurde der TSV Schlechtbach gegründet und gliedert sich inzwischen in die Abteilungen Fußball, Tennis, Badminton, Turnen und Ski.
Im Jahr 1924 gründete sich in einem weiteren Ortsteil der TSV Oberndorf. In diesem Verein legt man hauptsächlich Wert auf Gymnastik, Turnen, Badminton und den Bogensport. Darüber hinaus hat sich im Verein auch eine Theatergruppe organisiert.
Die SF Steinenberg aus dem Jahre 1978 haben rund 650 Mitglieder (2008) und teilt sich in die Abteilungen Tanzen, Tischtennis, Taekwondo, Volleyball und Turnen. Ebenfalls können verschiedene Bewegungssportarten und Gymnastik in Anspruch genommen werden.
Der TTV Necklingsberg ist ein reiner Tischtennisverein. Im 1953 gegründeten Schützenverein Edelweiss e. V. und in der SLG SchießLeistungsGruppe kann Schießsport in der Gemeinde betrieben werden.

### Unternehmen
- Weru Group, Hersteller von Fenstern und Türen mit weltweit über 1000 Mitarbeitern (2023) hat in Rudersberg seinen Hauptsitz.[29]
- Adolf Föhl GmbH + Co KG, Druckguss- und Spritzgusshersteller mit über 700 Mitarbeitern weltweit (2023) und einem Umsatz von 63,3 Millionen € (2011)[30]
- Lochmann Filmtheaterbetriebe
- ACHTWERK Events GmbH
- CRATONI Helmets GmbH

## Kultur und Sehenswürdigkeiten

### Kulturbetriebe
Das Kulturforum Rudersberg ist eine bürgerschaftliche Initiative und arbeitet ehrenamtlich seit Februar 2003 im Auftrag der Gemeinde. Es präsentiert u. a. die Interkommunalen Theatertage zusammen mit den benachbarten Kommunen Welzheim und Alfdorf.
Der Kunstraum Zumhof e. V. ist ein Forum im Teilort Zumhof für Kunst und Musik sowie einer Temporärgalerie.

### Theater
Der Theaterkarren Schlechtbach e. V. ist vor mehr als 30 Jahren aus dem TSV Schlechtbach entstanden und pflegt und fördert die schwäbischen Mundart, Kultur und schwäbisches Brauchtum.
Das Freilichttheater am Rosenbergele ist ebenfalls ein Mundart-Theater. Der Kirchplatz im Teilort Steinenberg ist traditionell Auftrittsort.

### Evangelische Johanneskirche Rudersberg

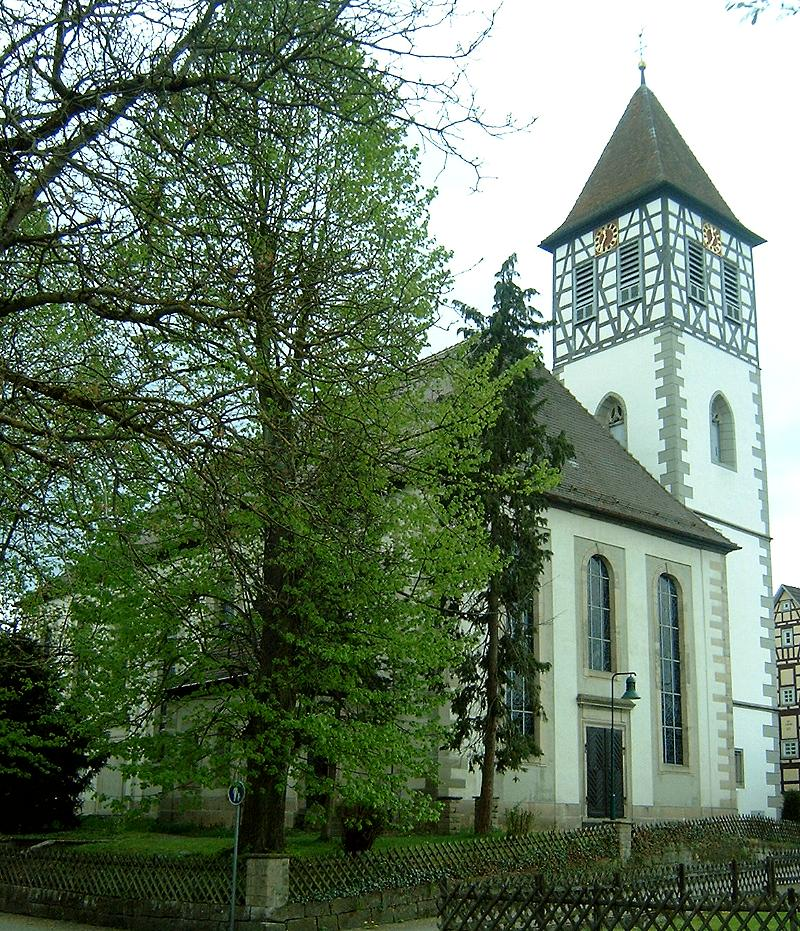
Johanneskirche Rudersberg

Vom wesentlich kleineren spätgotischen Kirchengebäude aus der Zeit zwischen 1450 und 1500 ist nur noch der Turm mit seiner Fachwerk-Glockenstube und der Glocke von 1495 erhalten. Beim Brand des Ortes 1693 wurde das Schiff in Mitleidenschaft gezogen und wohl nur unzureichend wiederherstellt, sodass 1781 der Landbaumeister Johann Adam Groß der Jüngere mit dem Neubau beauftragt wurde. Im November 1782 konnte der als Querkirche mit Dreiseiten-Emporen konzipierte Saalbau in schlichtem Spätbarockstil eingeweiht werden.

### Evangelische Auferstehungskirche Schlechtbach
Die Schlechtbacher Kirche wurde 1972 nach Plänen des Stuttgarter Architekten Kurt Marohn mit einem Gemeindezentrum neu errichtet.

### Museen
In Rudersberg gibt es ein Heimatmuseum. Im Ortsteil Michelau ist die Ölmühle von 1754 zum Museum ausgebaut. Sie gilt als älteste Ölmühle in Baden-Württemberg. Bis 1955 wurde hier aus Leinsamen, Walnüssen, Bucheckern, Kürbiskernen und Raps Speiseöl gewonnen.
Ein weiteres (privates) Museum gibt es im Rudersberger Teilort Krehwinkel in einem alten Fachwerkhaus, in dem der Künstler Heinz H.R. Decker (Jahrgang 1938) bis zu seinem Tod im Jahre 2014 lebte. Er war ein Vorreiter ökologisch inspirierter Kunst.

### Wieslauftalbahn
Der Verein DBK Historische Bahn führt an Sonn- und Feiertagen in den Sommermonaten Sonderfahrten mit historischen Zügen auf der Wieslauftalbahn Schorndorf–Welzheim durch.

### Burg Waldenstein
Im Ortsteil Waldenstein befindet sich der Rest der Burg Waldenstein, heute eine Burggaststätte.

### Regelmäßige Veranstaltungen
- Maitreff – Tag der offenen Türe der Rudersberger Unternehmen
- Rudersberger Motocross – auf der Rennstrecke am Königsbronnhof
- Schlechtbacher Mofacross – Veranstaltung der evang. Jugend Rudersberg am Schlechtbacher Sportgelände
- Mannenberger Kartoffelfest – Veranstaltung der Dorfgemeinschaft Mannenberg rund um das Thema Kartoffel
- Apfelmarkt – Tag der offenen Türe der Rudersberger Unternehmen rund ums Thema Apfel (immer am 3. Oktober)
- Adventswald – Markt mit Waldcharakter an den Adventswochenenden auf dem Alten Rathausplatz und dem Bahnhofweg
- Nacht der Backhäuser (letzter Samstag im Juli)

## Ortsnecknamen
Die Einwohner von Schlechtbach wurden früher scherzhaft die Gealrübe (Gelbe Rüben) genannt. Steinenberg wurde s´Bohnentäle (Bohnentälchen) oder Bohnegäu (Bohnen-Gau) genannt.

## Persönlichkeiten

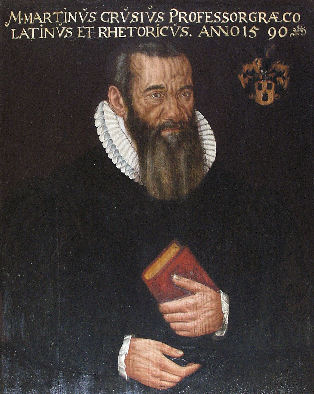
Martin Crusius, Altphilologe, Hochschullehrer und Schriftsteller, Verfasser der Schwäbischen Chronik (Anales Suevici).

### Söhne und Töchter der Gemeinde
- Georg Friedrich vom Holtz zu Niederholz (1597–1666), Generalfeldzeugmeister, Kommandant und Reichsritter im Dreißigjährigen Krieg, geboren vor der Burg Waldenstein.
- Viktor Kraemer senior (1840–1911), Verleger
- Erich Traub (1906–1985), Veterinärmediziner

### Ehrenbürger
- Michael Hockertz (* 28. September 1850; † 5. April 1939), Arzt in Rudersberg ab 1882, Ehrenbürger seit 1930
- Walter Stiefel (* 13. April 1926; † 26. Dezember 2020), 1954 bis 1983 Bürgermeister (CDU) und seit 1983 Ehrenbürger von Rudersberg[38]

- Horst Schneider (* 6. August 1951), 1983 bis 2007 Bürgermeister (Freie Wähler) und seit 2007 Ehrenbürger[39]

Seit 2022 verleiht die Gemeinde Rudersberg die Jakob-Dautel-Ehrenmedaille an Einzelpersonen sowie an Organisationen, die sich mit ihrem Engagement in der Gesellschaft verdient gemacht haben.

### Weitere mit Rudersberg verbundene Personen
- Martin Krauß (1490–1554), evangelischer Pfarrer, wirkte in Rudersberg-Steinenberg.[37]
- Martin Crusius (1526–1607), deutscher Altphilologe, Historiker, Chronist, aufgewachsen in Rudersberg-Steinenberg.[37]
- August Lämmle (1876–1962), Studienrat und schwäbischer Mundartdichter, Lehrer in Steinenberg von 1906 bis 1910.[37]
- Karl Buck (1894–1977), SS-Hauptsturmführer, Kommandant von mehreren KZ, lebte von 1955 bis zu seinem Tod in Rudersberg[40].
- Johannes A. H. Potratz (1906–1992), Archäologe und Prähistoriker, lebte in Rudersberg-Necklinsberg.